# 百合咲うるみ
百合咲 うるみ（ゆりさき うるみ、1993年11月30日 - ）は、日本のAV女優。ティーパワーズ所属。

## 略歴・人物
2016年8月、アイデアポケット専属女優としてデビューしたギャル系のAV女優。
セフレだったAV男優のしみけんとのハメ撮り映像がデビューのきっかけ。
2017年10月、AV女優を引退した。
2021年、現役復帰を発表。
趣味はランニング、特技は柔道（黒帯）。
2022年4月、アクトに所属し、藤井リアナとして復帰することをTwitterで発表。

## 出演作品

### アダルトDVD

#### 百合咲うるみ 名義
| 発売日   | タイトル | 品番    | メーカー         |
| 2016年   | 2016年 | 2016年  | 2016年           |
| -------- | --- | ------- | ---------------- |
| 8月19日  | 素人時代のハメ撮り映像投稿で専属決定! FIRST IMPRESSION 102 天然小麦肌エロボディの元有名雑誌モデルAVデビュー!                                | IPZ-804 | アイデアポケット |
| 9月19日  | エロ痴女ナースは口内射精がお好き 過激で刺激的 天然褐色肌ナースの凄絶な淫交テク炸裂!                                                         | IPZ-820 | アイデアポケット |
| 11月1日  | 180分本指名 極上風俗 4本番+ピンサロ 「もっと!ダメ!足りない!激しく突いて!!」 本番を誘う最強のギャル風俗嬢                                    | IPZ-836 | アイデアポケット |
| 11月25日 | エスコートSEX 甘いヴァーチャル痴女の誘い ALL主観! 全6コーナー! 「うるみ」の淫乱・淫語・荒くれプレイ炸裂!                                    | IPZ-854 | アイデアポケット |
| 12月25日 | DQN達に全身固定され失禁マグナムピストンFUCK 「助けて!」 恨みを買ったナンバーワンキャバ嬢の恥辱姦                                            | IPZ-867 | アイデアポケット |
| 2017年   | |         |                  |
| 2月1日   | デリバリーSEX アナタの自宅に百合咲うるみをお届けします ギャルVS素人 一軒一軒たっぷり居座ります                                              | IPZ-885 | アイデアポケット |
| 3月1日   | HIP ATTACK 尻のオンパレード | IPZ-903 | アイデアポケット |
| 4月1日   | 大乱交 in CLUB ノンストップSEXパーティー!                                                                                                   | IPZ-920 | アイデアポケット |
| 5月1日   | いきなりSEX えっ？ノーカットですか？ | IPZ-940 | アイデアポケット |
| 5月25日  | ロデオマスター 腰振り高速グラインド！直下型杭打ち騎乗位ピストン！何回イッテも終わらない連続イキ潮噴き馬乗りFUCK！                           | IPZ-956 | アイデアポケット |
| 7月1日   | リア充反対！彼女の目の前で彼氏を拘束、犯す鬼畜痴女（共演：西口あられ）                                                                      | IPZ-973 | アイデアポケット |
| 8月1日   | 暴発！暴射！ペニス昇天マスターテクニシャン早漏チ○ポを責めて焦らしてザーメンを搾り出す！                                                     | IPZ-992 | アイデアポケット |
| 9月13日  | アゲハメグランピング乱交パーティー 流出DVD 酒池肉林 乱痴気騒ぎ 金持ち大人の本気の悪巧みセックス                                             | IPX-010 | アイデアポケット |
| 10月7日  | 引退！調教されたギャル 百合咲うるみ 首絞め！潮噴き！連続スパンキング！イラマ姦！大量ぶっかけ！「イキすぎた調教姦で百合咲 引退するってよ！」 | IPX-026 | アイデアポケット |

#### 藤井リアナ 名義
| 配信    | 発売日   | タイトル（※クレジットなし作品も含む）                                                                         | 品番     | メーカー         |
|         | 2022年   | 2022年 | 2022年   | 2022年           |
| ------- | -------- | --- | -------- | ---------------- |
| ５月6日 | ５月10日 | 素人ギャルマッチングゲット！！ ≪港区在住≫即交型！！セレブギャルAV DEBUTデビュー アイポケ 逸材発掘プロジェクト | IPIT-028 | アイデアポケット |
| 6月3日  | 6月7日   | ≪凄絶ギャル≫ 街で声かけたギャルインフルエンサー 性欲爆裂！？勢いで急遽セックス動画撮影【AV出演】 リアナさん   | NNPJ-512 | ナンパJAPAN      |

### イメージDVD

#### 百合咲うるみ 名義
| 発売日 | タイトル                   | 品番      | メーカー | 備考  |
| 2016年 | 2016年                     | 2016年    | 2016年   |       |
| ------ | -------------------------- | --------- | -------- | ----- |
| 9月8日 | Urumi 麗しく咲き乱れる女神 | REBD-187  | REbecca  | DVD版 |
| 9月8日 | Urumi 麗しく咲き乱れる女神 | REBDB-173 | REbecca  | BD版  |